# Cratere Ichikawa
Ichikawa  è un cratere sulla superficie di Venere. Deve il suo nome a Fusae Ichikawa (市川 房枝?), politica e femminista giapponese del XX secolo.